# アクセル・ジッツマン
アクセル・ジッツマン（Axel Zitzmann、1959年2月21日 - ）は、東ドイツ、Lauscha出身の元スキージャンプ選手。1970年代末から1980年代に東ドイツ代表として活躍した。

## プロフィール
ジッツマンは地元のクラブSC Motor Zella-Mehlisでジャンプ競技をおこなった。
20歳になったばかりの1979年スキーフライング世界選手権で銀メダルを獲得。1980-1981シーズンのスキージャンプ週間でワールドカップにデビューし、初戦のオーベルストドルフでは63位、3戦目のインスブルックでは11位となるなどした。1981年3月21日、プラニツァの90ｍ級でワールドカップ自己最高となる3位入賞。総合38位となった。しかしワールドカップへの出場はこれが最後であった。
1978年と1979年に東欧親善ジャンプ大会で連覇、また、1981年と1982年に東ドイツ選手権の70m級で3位になっている。